# Felix Kwieton
Felix „Lixl“ Kwieton (* 16. November 1877 in Unterdöbling, heute Stadtteil von Wien, Österreich; † 19. Dezember 1958) war ein österreichischer Mittel-, Langstrecken- und Crossläufer.
Felix Kwieton, der in Unterdöbling, heute ein Stadtteil der österreichischen Hauptstadt Wien, aufwuchs, war zu Beginn des 20. Jahrhunderts einer der besten österreichischen Mittel- und Langstreckenläufer. Er war viermaliger österreichischer Landesmeister. Seine ersten beiden Titel gewann er im Crosslauf, in dem er 1902 und 1905 Landesmeister wurde.
Danach spezialisierte er sich zuerst auf den Stadionlauf in verschiedenen Distanzen. So wurde er 1911 Meister im 1500-Meter-Lauf und 1913 im 5000-Meter-Lauf. Für die österreichische Mannschaft nahm er 1906 an den Olympischen Zwischenspielen in Athen teil. In den Wettbewerben über 1500 Meter und 5 Meilen schied er jeweils in der ersten Runde aus. Den Marathonlauf konnte er nicht beenden.
Bei den Olympischen Spielen 1912 in Stockholm wurde er wieder im Marathonlauf eingesetzt. Er erreichte das Ziel auf Platz 20 mit seiner persönlichen Bestzeit von 3:00:48 h.
Er wurde am Neustifter Friedhof bestattet.

## Vereine
~ 1898: Fussball-Club Vindobona, Wien
1902–1903 Rasenspielclub Austria
1904–1905: Kricketer
1906–1911: Wiener Athletiksport Club
1911– : Wiener AF